# Château d'Asuel
Le château d'Asuel est un château en ruines situé près d'Asuel dans le canton du Jura en Suisse. Il est listé comme bien culturel d'importance nationale.

## Situation géographique
Le château d'Asuel se situe dans la localité éponyme qui fait actuellement partie de la commune de La Baroche, dans le district de Porrentruy, dans le canton du Jura en Suisse. Il se situe sur un éperon rocheux qui culmine à 670 mètres d'altitude. Il est situé sur une parcelle constituée de forêt et de pâturages dont l'entretien est assuré par des campagnes de défrichage régulières organisées par l'Association des Amis du Château d'Asuel (AACA) ainsi que par la présence de petit bétail.
Le château est situé sur l'éperon rocheux dominant le village d'Asuel à l'ouest. Il est protégé par une forte pente à l'est, par des rochers à pic au sud et par trois remparts successifs séparés par des vallonnements sur son flanc sud-est et nord-est.

### Aspect géologique
Le château d'Asuel est situé sur un éperon rocheux constitué d'un calcaire du jurassique moyen appelé "grande oolithe".
Les moellons qui ont servi à la construction des différents bâtiments du château sont composés de deux types de pierre. La chapelle et la tour nord semblent contemporaines car elles sont construites dans un même type de pierre alors que le donjon sud est construit dans un calcaire du jurassique inférieur. Ce type de calcaire est connu pour sa richesse fossilifère ce qui a mené à des pillages de blocs sur le site au XXe siècle. Au XIXe siècle déjà, on se servait des moellons du château pour construire des édifices dans le village d'Asuel, comme pour l'église en 1839 par exemple.

## Histoire
Le château est construit au XIIe siècle, probablement entre 1130 et 1140 par les Asuel qui descendent des seigneurs de Montfaucon, tout comme ceux de Neufchâtel,. En 1124, trois petits-fils de Richard Ier de Montfaucon co-fondent l'abbaye de Lucelle. L'un de ceux-ci, Hugues de Charmoille-Montfaucon, est la souche de la famille d'Asuel. Ce sont deux de ses fils, Bourcard Ier et Henri Ier qui furent les premiers seigneurs d'Asuel (Henri assurant la succession d'Asuel).
Le château est constitué d'un donjon carré  au sud, d'une tour circulaire au nord, d'une basse-cour et d'une chapelle. Les vestiges du triple rempart sont également encore visibles dans la topographie du site.
Il connait plusieurs épisodes violents comme le séisme de 1356 à Bâle qui le détruit partiellement. Le château est ensuite reconstruit avant d'être détruit à nouveau en 1374 par les bâlois parce que le seigneur Jean-Ulrich d'Asuel avait soutenu le l'évêque de Bâle Jean de Vienne qui s'était mis une partie de la population à dos en perdant des territoires notamment. Le château a également connu au moins un incendie en 1375. 

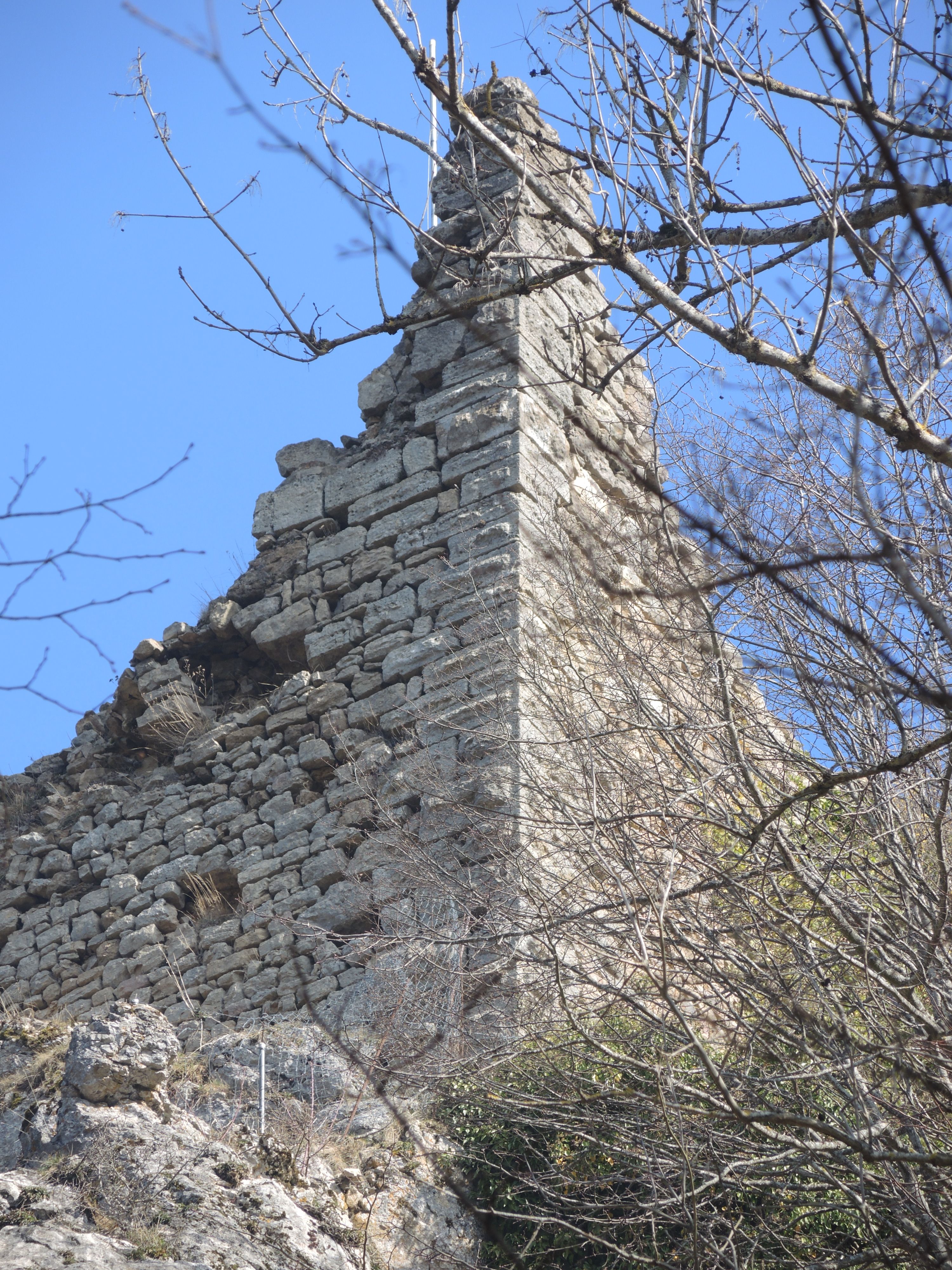
Vue sur le donjon sud du château d'Asuel

La famille d'Asuel a vécu dans ce château du XIIe au XVe siècle au moins. Avec la mort de Jean-Lutolde en 1479 sans héritier mâle, la famille s'éteint et le château tombe rapidement en ruines,.  

### Toponymie
Asuel se dit Hasenburg en allemand ce qui permet de mieux comprendre la toponymie de ce site. Cela signifie " château des lièvres ", de " haso " signifiant "lièvre" en vieil haut allemand et " burg " qui désigne le château. On trouve d'ailleurs parfois un lièvre sur certains sceaux de la famille d'Asuel.

## Les seigneurs d'Asuel
Les seigneurs d'Asuel arrivent en Ajoie au XIIe siècle et leur lignée perdure jusqu'à la fin du XVe siècle. C'est l'une des premières familles nobles du Jura, avec les comtes de Soyhières. Bourcard Ier et Henri Ier d'Asuel fondent le château vers 1130-1140. Cette famille connaît une période faste à la fin du XIIe siècle avant de décliner au XIIIe siècle. En effet, à cette époque des bouleversements socio-économiques tendent à changer le système et les seigneurs d'Asuel restent enracinés dans leurs possessions. Au XIVe siècle, la famille d'Asuel fait et défait de nombreuses alliances avec l'évêché de Bâle, les archiducs de Habsbourg et les familles nobles de Bourgogne, de Franche-Comté et du nord-ouest de la Suisse. Cette famille s'éteint en 1479 avec la mort de Jean-Lutholde qui laisse une fille prénommée Gauthière, mais aucune héritier mâle pour reprendre le château qu'il remet de son vivant au prince-évêque de Bâle Gaspard Ze Rhein. 

## Archéologie
Les premières fouilles sur le site semblent être celles d'Auguste Quiquerez en 1855. Il met au jour une série de céramiques datées du XIIIe – XIVe siècle ainsi que quelques monnaies médiévales et modernes, lève un plan des vestiges et réalise quelques dessins. 
En 2018, des fouilles sont mises en place par le Cercle d'archéologie de la Société jurassienne d'émulation soutenue par la Section d'archéologie et de paléontologie du Jura. Ainsi, une équipe de bénévoles encadrée par des archéologues fouille et restaure les vestiges du château chaque été depuis 2018. Le château est listé comme bien culturel d'importance nationale.

### Chapelle castrale Saint-Nicolas

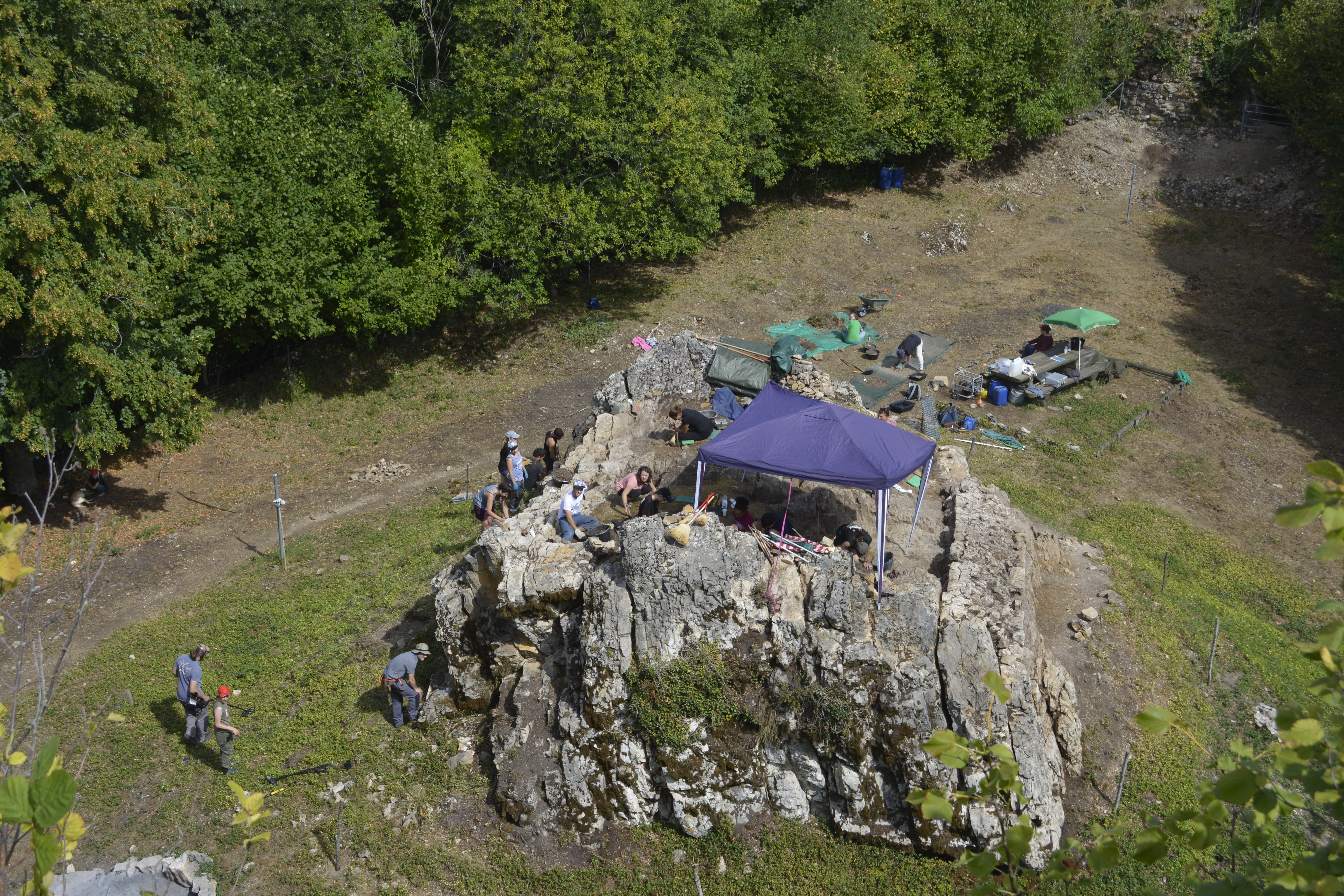
Fouille de la chapelle Saint-Nicolas du château d'Asuel en été 2018

La chapelle Saint-Nicolas se situe environ au centre de la basse-cour en hauteur sur un petit éperon rocheux. Elle est probablement mise en fonction vers 1175 avec un personnel qui lui est consacré d'après les archives de l'époque. C'est sur son autel qu'étaient signés les documents importants. Deux de ses murs sont encore partiellement conservés. C'est une petite chapelle d'environ 25 m2 qui présente des murs large d'environ 110 cm. L'aspect massif des murs interpelle et fait penser aux archéologues qu'il pourrait s'agir d'une tour de défense primitive du château remployée comme chapelle dès la fin du XIIe siècle. Le sol de la chapelle présente un pendage naturellement fort et est très irrégulier. Un emmarchement horizontal continu directement taillé dans la roche laisse supposer l'aménagement d'un plancher. Sous ce plancher, directement taillée dans la roche a été découverte une tombe. Lors des fouilles de 2018, elle n'a livré que très peu d'ossements et de mobilier car elle a probablement été pillée à une époque indéterminée. 

## Musée du château d'Asuel à la Balance

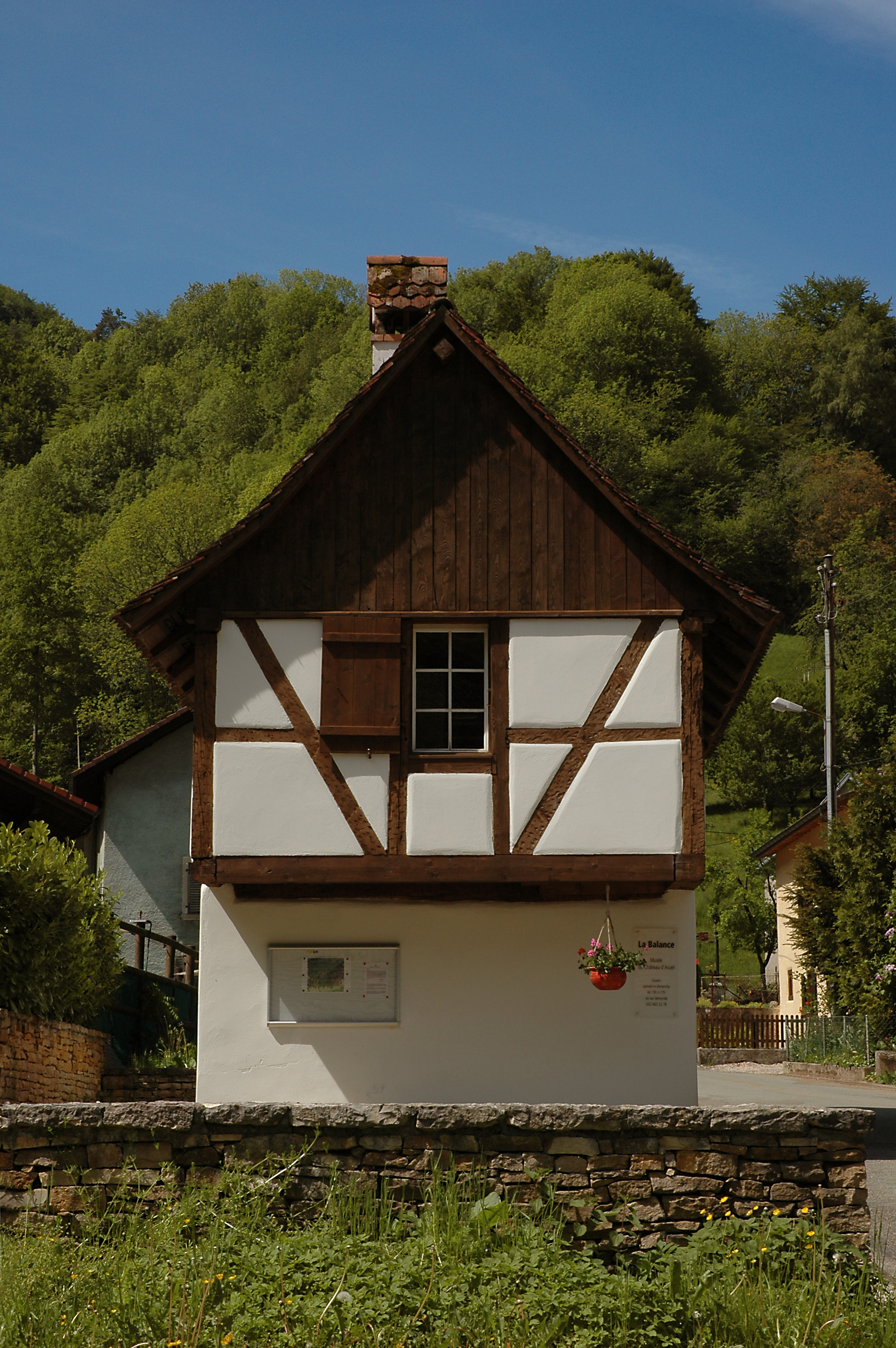
Le petit musée de La Balance à Asuel

La Balance est un tout petit bâtiment à colombage du XVIIIe siècle situé au centre de la localité d’Asuel, juste en contrebas des ruines du château. Cette maisonnette appartenait aux propriétaires se succédant dans la maison qui lui fait face. On ne connaît pas sa fonction d’origine, mais on sait qu’elle a servi d’atelier à un moment donné, puis même de corps de garde lors de la Seconde Guerre mondiale. Tombée en ruine au cours du XXe siècle, un avis de démolition paraît pour cet édifice en 1981. Alors, un élan de solidarité se met en place pour restaurer et réhabiliter ce lieu qui présente un intérêt pour le patrimoine régional. Les travaux débutent en 1984 et se poursuivent durant toute la fin du XXe siècle. Finalement, en 2002 est inauguré le musée du château d’Asuel dans ses locaux. On y trouve une présentation des différents châteaux médiévaux de la région et une salle consacrée à la géologie locale au rez-de-chaussée, puis l’histoire du château d’Asuel agrémentée de quelques objets archéologiques qui y ont été retrouvés ainsi que des généralités sur l’époque médiévale au premier étage.

## Liens externes

Le donjon sud du château d'Asuel au coucher de soleil